# Tirreno-Adriático de 2019
A 54.ª edição da competição ciclista Tirreno-Adriático foi uma corrida de ciclismo de estrada por etapas que se celebrou entre 13 e 19 de março de 2019 na Itália com início no município de Lido di Camaiore e final no município de San Benedetto del Tronto sobre um percurso de 1049 quilómetros.
A corrida fez parte do UCI WorldTour de 2019, calendário ciclístico de máximo nível mundial, sendo a sétima corrida de dito circuito. O vencedor final foi o esloveno Primož Roglič do Jumbo-Visma seguido do britânico Adam Yates do Mitchelton-Scott e o dinamarquês Jakob Fuglsang do Astana.

## Equipas participantes
Tomaram parte na corrida 23 equipas: 18 de categoria UCI WorldTeam; e 5 de categoria Profissional Continental. Formando assim um pelotão de 161 ciclistas dos que acabaram 140. As equipas participantes foram:
| Equipes WorldTeam (18)- AG2R La Mondiale - Astana - Bahrain-Merida - Bora-hansgrohe - CCC Team - Deceuninck-Quick Step - Dimension Data - EF Education First - Groupama-FDJ - Team Jumbo-Visma - Katusha-Alpecin - Lotto Soudal - Mitchelton-Scott - Movistar Team - Sky - Team Sunweb - Trek-Segafredo - UAE Team Emirates Equipes profissionais Continentais (5)- Bardiani CSF - Cofidis, Solutions Crédits - Gazprom-RusVelo - Israel Cycling Academy - Neri Sottoli-Selle Italia-KTM |
| |

## Etapas
A Tirreno-Adriático dispôs de sete etapas dividido numa contrarrelógio por equipas, duas etapas planas, duas em media montanha, uma etapa de montanha, e uma contrarrelógio individual para um percurso total de 1049 quilómetros.
| Etapa | Data    | Percurso                                            | type                       | Distância (km) | Vencedor           | Líder geral     |
| ----- | ------- | --------------------------------------------------- | -------------------------- | -------------- | ------------------ | --------------- |
| 1     | 13 mar. | Lido di Camaiore – Lido di Camaiore                 | contrarrelógio por equipes | 21,5           | Mitchelton-Scott   | Michael Hepburn |
| 2     | 14 mar. | Lido di Camaiore – Pomarance                        | média montanha             | 189            | Julian Alaphilippe | Adam Yates      |
| 3     | 15 mar. | Pomarance – Foligno                                 | etapa plana                | 189            | Elia Viviani       | Adam Yates      |
| 4     | 16 mar. | Foligno – Fossombrone                               | etapa escarpada            | 223            | Alexey Lutsenko    | Adam Yates      |
| 5     | 17 mar. | Colli al Metauro – Recanati                         | média montanha             | 178            | Jakob Fuglsang     | Adam Yates      |
| 6     | 18 mar. | Matelica – Jesi                                     | etapa plana                | 195            | Julian Alaphilippe | Adam Yates      |
| 7     | 19 mar. | San Benedetto del Tronto – San Benedetto del Tronto | contrarrelógio individual  | 10,5           | Victor Campenaerts | Primož Roglič   |

## Desenvolvimento da corrida

### 1.ª etapa
| Lido di Camaiore - Lido di Camaiore | contrarrelógio por equipes | (21,5 km) |

| \| Classificação por etapas \| Classificação por etapas \| Classificação por etapas \| Classificação por etapas \| Classificação por etapas \| Classificação por etapas \| \| Equipe \| Equipe \| Tempo \| Intervalo de tempo \| Rapidez \| \| \| ------------------------ \| ------------------------ \| ------------------------ \| ------------------------ \| ------------------------ \| ------------------------ \| \| 1. \| Mitchelton-Scott \| 22m25s \| 0s \| 57.546 km/h \| \| \| 2. \| Team Jumbo-Visma \| 22m32s \| + 7s \| 57.249 km/h \| \| \| 3. \| Team Sunweb \| 22m47s \| + 22s \| 56.620 km/h \| \| \| 4. \| Deceuninck-Quick Step \| 23m02s \| + 37s \| 56.006 km/h \| \| \| 5. \| Sky \| 23m12s \| + 47s \| 55.603 km/h \| \| \| 6. \| Lotto Soudal \| 23m19s \| + 54s \| 55.325 km/h \| \| \| 7. \| EF Education First \| 23m21s \| + 56s \| 55.246 km/h \| \| \| 8. \| Groupama-FDJ \| 23m23s \| + 58s \| 55.167 km/h \| \| \| 9. \| Israel Cycling Academy \| 23m30s \| + 1m05s \| 54.894 km/h \| \| \| 10. \| Bahrain-Merida \| 23m35s \| + 1m10s \| 54.700 km/h \| \| |                        |        |                    |             |
| |                        |        |                    |             |
| Fonte: ProCyclingStats |                        |        |                    |             |
| Classificação por etapas |                        |        |                    |             |
| Equipe | Equipe                 | Tempo  | Intervalo de tempo | Rapidez     |
| 1. | Mitchelton-Scott       | 22m25s | 0s                 | 57.546 km/h |
| 2. | Team Jumbo-Visma       | 22m32s | + 7s               | 57.249 km/h |
| 3. | Team Sunweb            | 22m47s | + 22s              | 56.620 km/h |
| 4. | Deceuninck-Quick Step  | 23m02s | + 37s              | 56.006 km/h |
| 5. | Sky                    | 23m12s | + 47s              | 55.603 km/h |
| 6. | Lotto Soudal           | 23m19s | + 54s              | 55.325 km/h |
| 7. | EF Education First     | 23m21s | + 56s              | 55.246 km/h |
| 8. | Groupama-FDJ           | 23m23s | + 58s              | 55.167 km/h |
| 9. | Israel Cycling Academy | 23m30s | + 1m05s            | 54.894 km/h |
| 10. | Bahrain-Merida         | 23m35s | + 1m10s            | 54.700 km/h |

| \| Classificação geral \| Classificação geral \| Classificação geral \| Classificação geral \| Classificação geral \| \| Ciclista \| Ciclista \| Equipe \| Tempo \| \| \| ------------------- \| ------------------- \| ------------------- \| ------------------- \| ------------------- \| \| 1. \| Michael Hepburn \| Mitchelton-Scott \| 22h25m00s \| \| \| 2. \| Brent Bookwalter \| Mitchelton-Scott \| + 0s \| \| \| 3. \| Luke Durbridge \| Mitchelton-Scott \| + 0s \| \| \| 4. \| Adam Yates \| Mitchelton-Scott \| + 0s \| \| \| 5. \| Alexander Edmondson \| Mitchelton-Scott \| + 3s \| \| \| 6. \| Jos van Emden \| Team Jumbo-Visma \| + 7s \| \| \| 7. \| Primož Roglič \| Team Jumbo-Visma \| + 7s \| \| \| 8. \| Koen Bouwman \| Team Jumbo-Visma \| + 7s \| \| \| 9. \| Tony Martin \| Team Jumbo-Visma \| + 7s \| \| \| 10. \| Laurens De Plus \| Team Jumbo-Visma \| + 7s \| \| |                     |                  |           |
| |                     |                  |           |
| Fonte: ProCyclingStats |                     |                  |           |
| Classificação geral |                     |                  |           |
| Ciclista | Ciclista            | Equipe           | Tempo     |
| 1. | Michael Hepburn     | Mitchelton-Scott | 22h25m00s |
| 2. | Brent Bookwalter    | Mitchelton-Scott | + 0s      |
| 3. | Luke Durbridge      | Mitchelton-Scott | + 0s      |
| 4. | Adam Yates          | Mitchelton-Scott | + 0s      |
| 5. | Alexander Edmondson | Mitchelton-Scott | + 3s      |
| 6. | Jos van Emden       | Team Jumbo-Visma | + 7s      |
| 7. | Primož Roglič       | Team Jumbo-Visma | + 7s      |
| 8. | Koen Bouwman        | Team Jumbo-Visma | + 7s      |
| 9. | Tony Martin         | Team Jumbo-Visma | + 7s      |
| 10. | Laurens De Plus     | Team Jumbo-Visma | + 7s      |

### 2.ª etapa
| Lido di Camaiore - Pomarance | média montanha | (189 km) |

| \| Classificação por etapas \| Classificação por etapas \| Classificação por etapas \| Classificação por etapas \| Classificação por etapas \| \| Ciclista \| Ciclista \| Equipe \| Tempo \| \| \| ------------------------ \| ------------------------ \| ------------------------ \| ------------------------ \| ------------------------ \| \| 1. \| Julian Alaphilippe \| Deceuninck-Quick Step \| 4h48m09s \| \| \| 2. \| Greg Van Avermaet \| CCC Team \| + 0s \| \| \| 3. \| Alberto Bettiol \| EF Education First \| + 0s \| \| \| 4. \| Tiesj Benoot \| Lotto-Soudal \| + 0s \| \| \| 5. \| Adam Yates \| Mitchelton-Scott \| + 0s \| \| \| 6. \| Valerio Conti \| UAE Team Emirates \| + 0s \| \| \| 7. \| Primož Roglič \| Team Jumbo-Visma \| + 0s \| \| \| 8. \| Wout Poels \| Team Sky \| + 0s \| \| \| 9. \| Jakob Fuglsang \| Astana \| + 0s \| \| \| 10. \| Tim Wellens \| Lotto-Soudal \| + 0s \| \| |                    |                       |          |
| |                    |                       |          |
| Fonte: ProCyclingStats |                    |                       |          |
| Classificação por etapas |                    |                       |          |
| Ciclista | Ciclista           | Equipe                | Tempo    |
| 1. | Julian Alaphilippe | Deceuninck-Quick Step | 4h48m09s |
| 2. | Greg Van Avermaet  | CCC Team              | + 0s     |
| 3. | Alberto Bettiol    | EF Education First    | + 0s     |
| 4. | Tiesj Benoot       | Lotto-Soudal          | + 0s     |
| 5. | Adam Yates         | Mitchelton-Scott      | + 0s     |
| 6. | Valerio Conti      | UAE Team Emirates     | + 0s     |
| 7. | Primož Roglič      | Team Jumbo-Visma      | + 0s     |
| 8. | Wout Poels         | Team Sky              | + 0s     |
| 9. | Jakob Fuglsang     | Astana                | + 0s     |
| 10. | Tim Wellens        | Lotto-Soudal          | + 0s     |

| \| Classificação geral \| Classificação geral \| Classificação geral \| Classificação geral \| Classificação geral \| \| Ciclista \| Ciclista \| Equipe \| Tempo \| \| \| ------------------- \| -------------------- \| --------------------- \| ------------------- \| ------------------- \| \| 1. \| Adam Yates \| Mitchelton-Scott \| 5h10m34s \| \| \| 2. \| Brent Bookwalter \| Mitchelton-Scott \| + 0s \| \| \| 3. \| Primož Roglič \| Team Jumbo-Visma \| + 7s \| \| \| 4. \| Laurens De Plus \| Team Jumbo-Visma \| + 7s \| \| \| 5. \| Søren Kragh Andersen \| Team Sunweb \| + 22s \| \| \| 6. \| Tom Dumoulin \| Team Sunweb \| + 22s \| \| \| 7. \| Sam Oomen \| Team Sunweb \| + 22s \| \| \| 8. \| Julian Alaphilippe \| Deceuninck-Quick Step \| + 27s \| \| \| 9. \| Kasper Asgreen \| Deceuninck-Quick Step \| + 37s \| \| \| 10. \| Wout Poels \| Team Sky \| + 47s \| \| |                      |                       |          |
| |                      |                       |          |
| Fonte: ProCyclingStats |                      |                       |          |
| Classificação geral |                      |                       |          |
| Ciclista | Ciclista             | Equipe                | Tempo    |
| 1. | Adam Yates           | Mitchelton-Scott      | 5h10m34s |
| 2. | Brent Bookwalter     | Mitchelton-Scott      | + 0s     |
| 3. | Primož Roglič        | Team Jumbo-Visma      | + 7s     |
| 4. | Laurens De Plus      | Team Jumbo-Visma      | + 7s     |
| 5. | Søren Kragh Andersen | Team Sunweb           | + 22s    |
| 6. | Tom Dumoulin         | Team Sunweb           | + 22s    |
| 7. | Sam Oomen            | Team Sunweb           | + 22s    |
| 8. | Julian Alaphilippe   | Deceuninck-Quick Step | + 27s    |
| 9. | Kasper Asgreen       | Deceuninck-Quick Step | + 37s    |
| 10. | Wout Poels           | Team Sky              | + 47s    |

### 3.ª etapa
| Pomarance - Foligno | etapa plana | (189 km) |

| \| Classificação por etapas \| Classificação por etapas \| Classificação por etapas \| Classificação por etapas \| Classificação por etapas \| \| Ciclista \| Ciclista \| Equipe \| Tempo \| \| \| ------------------------ \| ------------------------ \| ----------------------------- \| ------------------------ \| ------------------------ \| \| 1. \| Elia Viviani \| Deceuninck-Quick Step \| 5h26m45s \| \| \| 2. \| Peter Sagan \| Bora-Hansgrohe \| + 0s \| \| \| 3. \| Fernando Gaviria \| UAE Team Emirates \| + 0s \| \| \| 4. \| Giacomo Nizzolo \| Dimension Data \| + 0s \| \| \| 5. \| Jens Keukeleire \| Lotto-Soudal \| + 0s \| \| \| 6. \| Davide Cimolai \| Israel Cycling Academy \| + 0s \| \| \| 7. \| Clément Venturini \| AG2R La Mondiale \| + 0s \| \| \| 8. \| Jasper Stuyven \| Trek-Segafredo \| + 0s \| \| \| 9. \| Davide Ballerini \| Astana \| + 0s \| \| \| 10. \| Luca Pacioni \| Neri Sottoli-Selle Italia-KTM \| + 0s \| \| |                   |                               |          |
| |                   |                               |          |
| Fonte: ProCyclingStats |                   |                               |          |
| Classificação por etapas |                   |                               |          |
| Ciclista | Ciclista          | Equipe                        | Tempo    |
| 1. | Elia Viviani      | Deceuninck-Quick Step         | 5h26m45s |
| 2. | Peter Sagan       | Bora-Hansgrohe                | + 0s     |
| 3. | Fernando Gaviria  | UAE Team Emirates             | + 0s     |
| 4. | Giacomo Nizzolo   | Dimension Data                | + 0s     |
| 5. | Jens Keukeleire   | Lotto-Soudal                  | + 0s     |
| 6. | Davide Cimolai    | Israel Cycling Academy        | + 0s     |
| 7. | Clément Venturini | AG2R La Mondiale              | + 0s     |
| 8. | Jasper Stuyven    | Trek-Segafredo                | + 0s     |
| 9. | Davide Ballerini  | Astana                        | + 0s     |
| 10. | Luca Pacioni      | Neri Sottoli-Selle Italia-KTM | + 0s     |

| \| Classificação geral \| Classificação geral \| Classificação geral \| Classificação geral \| Classificação geral \| \| Ciclista \| Ciclista \| Equipe \| Tempo \| \| \| ------------------- \| -------------------- \| --------------------- \| ------------------- \| ------------------- \| \| 1. \| Adam Yates \| Mitchelton-Scott \| 10h37m19s \| \| \| 2. \| Brent Bookwalter \| Mitchelton-Scott \| + 0s \| \| \| 3. \| Primož Roglič \| Team Jumbo-Visma \| + 7s \| \| \| 4. \| Laurens De Plus \| Team Jumbo-Visma \| + 7s \| \| \| 5. \| Tom Dumoulin \| Team Sunweb \| + 22s \| \| \| 6. \| Sam Oomen \| Team Sunweb \| + 22s \| \| \| 7. \| Søren Kragh Andersen \| Team Sunweb \| + 22s \| \| \| 8. \| Julian Alaphilippe \| Deceuninck-Quick Step \| + 27s \| \| \| 9. \| Wout Poels \| Team Sky \| + 47s \| \| \| 10. \| Jonathan Castroviejo \| Team Sky \| + 47s \| \| |                      |                       |           |
| |                      |                       |           |
| Fonte: ProCyclingStats |                      |                       |           |
| Classificação geral |                      |                       |           |
| Ciclista | Ciclista             | Equipe                | Tempo     |
| 1. | Adam Yates           | Mitchelton-Scott      | 10h37m19s |
| 2. | Brent Bookwalter     | Mitchelton-Scott      | + 0s      |
| 3. | Primož Roglič        | Team Jumbo-Visma      | + 7s      |
| 4. | Laurens De Plus      | Team Jumbo-Visma      | + 7s      |
| 5. | Tom Dumoulin         | Team Sunweb           | + 22s     |
| 6. | Sam Oomen            | Team Sunweb           | + 22s     |
| 7. | Søren Kragh Andersen | Team Sunweb           | + 22s     |
| 8. | Julian Alaphilippe   | Deceuninck-Quick Step | + 27s     |
| 9. | Wout Poels           | Team Sky              | + 47s     |
| 10. | Jonathan Castroviejo | Team Sky              | + 47s     |

### 4.ª etapa
| Foligno - Fossombrone | etapa escarpada | (223 km) |

| \| Classificação por etapas \| Classificação por etapas \| Classificação por etapas \| Classificação por etapas \| Classificação por etapas \| \| Ciclista \| Ciclista \| Equipe \| Tempo \| \| \| ------------------------ \| ------------------------ \| ------------------------ \| ------------------------ \| ------------------------ \| \| 1. \| Alexey Lutsenko \| Astana \| 5h16m29s \| \| \| 2. \| Primož Roglič \| Team Jumbo-Visma \| + 0s \| \| \| 3. \| Adam Yates \| Mitchelton-Scott \| + 0s \| \| \| 4. \| Jakob Fuglsang \| Astana \| + 0s \| \| \| 5. \| Davide Formolo \| Bora-Hansgrohe \| + 9s \| \| \| 6. \| Alberto Bettiol \| EF Education First \| + 23s \| \| \| 7. \| Simon Clarke \| EF Education First \| + 23s \| \| \| 8. \| Tiesj Benoot \| Lotto-Soudal \| + 23s \| \| \| 9. \| Julian Alaphilippe \| Deceuninck-Quick Step \| + 23s \| \| \| 10. \| Wout Poels \| Team Sky \| + 23s \| \| |                    |                       |          |
| |                    |                       |          |
| Fonte: ProCyclingStats |                    |                       |          |
| Classificação por etapas |                    |                       |          |
| Ciclista | Ciclista           | Equipe                | Tempo    |
| 1. | Alexey Lutsenko    | Astana                | 5h16m29s |
| 2. | Primož Roglič      | Team Jumbo-Visma      | + 0s     |
| 3. | Adam Yates         | Mitchelton-Scott      | + 0s     |
| 4. | Jakob Fuglsang     | Astana                | + 0s     |
| 5. | Davide Formolo     | Bora-Hansgrohe        | + 9s     |
| 6. | Alberto Bettiol    | EF Education First    | + 23s    |
| 7. | Simon Clarke       | EF Education First    | + 23s    |
| 8. | Tiesj Benoot       | Lotto-Soudal          | + 23s    |
| 9. | Julian Alaphilippe | Deceuninck-Quick Step | + 23s    |
| 10. | Wout Poels         | Team Sky              | + 23s    |

| \| Classificação geral \| Classificação geral \| Classificação geral \| Classificação geral \| Classificação geral \| \| Ciclista \| Ciclista \| Equipe \| Tempo \| \| \| ------------------- \| ------------------- \| --------------------- \| ------------------- \| ------------------- \| \| 1. \| Adam Yates \| Mitchelton-Scott \| 15h53m42s \| \| \| 2. \| Primož Roglič \| Team Jumbo-Visma \| + 7s \| \| \| 3. \| Tom Dumoulin \| Team Sunweb \| + 50s \| \| \| 4. \| Julian Alaphilippe \| Deceuninck-Quick Step \| + 56s \| \| \| 5. \| Sam Oomen \| Team Sunweb \| + 56s \| \| \| 6. \| Alexey Lutsenko \| Astana \| + 1m06s \| \| \| 7. \| Wout Poels \| Team Sky \| + 1m16s \| \| \| 8. \| Jakob Fuglsang \| Astana \| + 1m19s \| \| \| 9. \| Alberto Bettiol \| EF Education First \| + 1m21s \| \| \| 10. \| Simon Clarke \| EF Education First \| + 1m25s \| \| |                    |                       |           |
| |                    |                       |           |
| Fonte: ProCyclingStats |                    |                       |           |
| Classificação geral |                    |                       |           |
| Ciclista | Ciclista           | Equipe                | Tempo     |
| 1. | Adam Yates         | Mitchelton-Scott      | 15h53m42s |
| 2. | Primož Roglič      | Team Jumbo-Visma      | + 7s      |
| 3. | Tom Dumoulin       | Team Sunweb           | + 50s     |
| 4. | Julian Alaphilippe | Deceuninck-Quick Step | + 56s     |
| 5. | Sam Oomen          | Team Sunweb           | + 56s     |
| 6. | Alexey Lutsenko    | Astana                | + 1m06s   |
| 7. | Wout Poels         | Team Sky              | + 1m16s   |
| 8. | Jakob Fuglsang     | Astana                | + 1m19s   |
| 9. | Alberto Bettiol    | EF Education First    | + 1m21s   |
| 10. | Simon Clarke       | EF Education First    | + 1m25s   |

### 5.ª etapa
| Colli al Metauro - Recanati | média montanha | (178 km) |

| \| Classificação por etapas \| Classificação por etapas \| Classificação por etapas \| Classificação por etapas \| Classificação por etapas \| \| Ciclista \| Ciclista \| Equipe \| Tempo \| \| \| ------------------------ \| ------------------------ \| ------------------------ \| ------------------------ \| ------------------------ \| \| 1. \| Jakob Fuglsang \| Astana \| 4h39m32s \| \| \| 2. \| Adam Yates \| Mitchelton-Scott \| + 40s \| \| \| 3. \| Primož Roglič \| Team Jumbo-Visma \| + 56s \| \| \| 4. \| Tom Dumoulin \| Team Sunweb \| + 1m39s \| \| \| 5. \| Thibaut Pinot \| Groupama-FDJ \| + 1m53s \| \| \| 6. \| Wout Poels \| Team Sky \| + 1m57s \| \| \| 7. \| Mads Pedersen \| Trek-Segafredo \| + 2m09s \| \| \| 8. \| Alexis Vuillermoz \| AG2R La Mondiale \| + 2m12s \| \| \| 9. \| Tiesj Benoot \| Lotto-Soudal \| + 2m12s \| \| \| 10. \| Simon Clarke \| EF Education First \| + 2m12s \| \| |                   |                    |          |
| |                   |                    |          |
| Fonte: ProCyclingStats |                   |                    |          |
| Classificação por etapas |                   |                    |          |
| Ciclista | Ciclista          | Equipe             | Tempo    |
| 1. | Jakob Fuglsang    | Astana             | 4h39m32s |
| 2. | Adam Yates        | Mitchelton-Scott   | + 40s    |
| 3. | Primož Roglič     | Team Jumbo-Visma   | + 56s    |
| 4. | Tom Dumoulin      | Team Sunweb        | + 1m39s  |
| 5. | Thibaut Pinot     | Groupama-FDJ       | + 1m53s  |
| 6. | Wout Poels        | Team Sky           | + 1m57s  |
| 7. | Mads Pedersen     | Trek-Segafredo     | + 2m09s  |
| 8. | Alexis Vuillermoz | AG2R La Mondiale   | + 2m12s  |
| 9. | Tiesj Benoot      | Lotto-Soudal       | + 2m12s  |
| 10. | Simon Clarke      | EF Education First | + 2m12s  |

| \| Classificação geral \| Classificação geral \| Classificação geral \| Classificação geral \| Classificação geral \| \| Ciclista \| Ciclista \| Equipe \| Tempo \| \| \| ------------------- \| ------------------- \| --------------------- \| ------------------- \| ------------------- \| \| 1. \| Adam Yates \| Mitchelton-Scott \| 20h33m48s \| \| \| 2. \| Primož Roglič \| Team Jumbo-Visma \| + 25s \| \| \| 3. \| Jakob Fuglsang \| Astana \| + 35s \| \| \| 4. \| Tom Dumoulin \| Team Sunweb \| + 1m55s \| \| \| 5. \| Julian Alaphilippe \| Deceuninck-Quick Step \| + 2m34s \| \| \| 6. \| Wout Poels \| Team Sky \| + 2m39s \| \| \| 7. \| Thibaut Pinot \| Groupama-FDJ \| + 2m46s \| \| \| 8. \| Sam Oomen \| Team Sunweb \| + 2m58s \| \| \| 9. \| Simon Clarke \| EF Education First \| + 3m03s \| \| \| 10. \| Rui Costa \| UAE Team Emirates \| + 3m26s \| \| |                    |                       |           |
| |                    |                       |           |
| Fonte: ProCyclingStats |                    |                       |           |
| Classificação geral |                    |                       |           |
| Ciclista | Ciclista           | Equipe                | Tempo     |
| 1. | Adam Yates         | Mitchelton-Scott      | 20h33m48s |
| 2. | Primož Roglič      | Team Jumbo-Visma      | + 25s     |
| 3. | Jakob Fuglsang     | Astana                | + 35s     |
| 4. | Tom Dumoulin       | Team Sunweb           | + 1m55s   |
| 5. | Julian Alaphilippe | Deceuninck-Quick Step | + 2m34s   |
| 6. | Wout Poels         | Team Sky              | + 2m39s   |
| 7. | Thibaut Pinot      | Groupama-FDJ          | + 2m46s   |
| 8. | Sam Oomen          | Team Sunweb           | + 2m58s   |
| 9. | Simon Clarke       | EF Education First    | + 3m03s   |
| 10. | Rui Costa          | UAE Team Emirates     | + 3m26s   |

### 6.ª etapa
| Matelica - Jesi | etapa plana | (195 km) |

| \| Classificação por etapas \| Classificação por etapas \| Classificação por etapas \| Classificação por etapas \| Classificação por etapas \| \| Ciclista \| Ciclista \| Equipe \| Tempo \| \| \| ------------------------ \| --------------------------- \| ------------------------ \| ------------------------ \| ------------------------ \| \| 1. \| Julian Alaphilippe \| Deceuninck-Quick Step \| 4h42m11s \| \| \| 2. \| Davide Cimolai \| Israel Cycling Academy \| + 0s \| \| \| 3. \| Elia Viviani \| Deceuninck-Quick Step \| + 0s \| \| \| 4. \| Clément Venturini \| AG2R La Mondiale \| + 0s \| \| \| 5. \| Peter Sagan \| Bora-Hansgrohe \| + 0s \| \| \| 6. \| Maximiliano Richeze \| Deceuninck-Quick Step \| + 0s \| \| \| 7. \| Jens Keukeleire \| Lotto-Soudal \| + 0s \| \| \| 8. \| Greg Van Avermaet \| CCC Team \| + 0s \| \| \| 9. \| Reinardt Janse van Rensburg \| Dimension Data \| + 0s \| \| \| 10. \| Simone Consonni \| UAE Team Emirates \| + 0s \| \| |                             |                        |          |
| |                             |                        |          |
| Fonte: ProCyclingStats |                             |                        |          |
| Classificação por etapas |                             |                        |          |
| Ciclista | Ciclista                    | Equipe                 | Tempo    |
| 1. | Julian Alaphilippe          | Deceuninck-Quick Step  | 4h42m11s |
| 2. | Davide Cimolai              | Israel Cycling Academy | + 0s     |
| 3. | Elia Viviani                | Deceuninck-Quick Step  | + 0s     |
| 4. | Clément Venturini           | AG2R La Mondiale       | + 0s     |
| 5. | Peter Sagan                 | Bora-Hansgrohe         | + 0s     |
| 6. | Maximiliano Richeze         | Deceuninck-Quick Step  | + 0s     |
| 7. | Jens Keukeleire             | Lotto-Soudal           | + 0s     |
| 8. | Greg Van Avermaet           | CCC Team               | + 0s     |
| 9. | Reinardt Janse van Rensburg | Dimension Data         | + 0s     |
| 10. | Simone Consonni             | UAE Team Emirates      | + 0s     |

| \| Classificação geral \| Classificação geral \| Classificação geral \| Classificação geral \| Classificação geral \| \| Ciclista \| Ciclista \| Equipe \| Tempo \| \| \| ------------------- \| ------------------- \| --------------------- \| ------------------- \| ------------------- \| \| 1. \| Adam Yates \| Mitchelton-Scott \| 25h15m59s \| \| \| 2. \| Primož Roglič \| Team Jumbo-Visma \| + 25s \| \| \| 3. \| Jakob Fuglsang \| Astana \| + 35s \| \| \| 4. \| Tom Dumoulin \| Team Sunweb \| + 1m55s \| \| \| 5. \| Julian Alaphilippe \| Deceuninck-Quick Step \| + 2m24s \| \| \| 6. \| Wout Poels \| Team Sky \| + 2m39s \| \| \| 7. \| Thibaut Pinot \| Groupama-FDJ \| + 2m46s \| \| \| 8. \| Sam Oomen \| Team Sunweb \| + 2m58s \| \| \| 9. \| Simon Clarke \| EF Education First \| + 3m03s \| \| \| 10. \| Rui Costa \| UAE Team Emirates \| + 3m26s \| \| |                    |                       |           |
| |                    |                       |           |
| Fonte: ProCyclingStats |                    |                       |           |
| Classificação geral |                    |                       |           |
| Ciclista | Ciclista           | Equipe                | Tempo     |
| 1. | Adam Yates         | Mitchelton-Scott      | 25h15m59s |
| 2. | Primož Roglič      | Team Jumbo-Visma      | + 25s     |
| 3. | Jakob Fuglsang     | Astana                | + 35s     |
| 4. | Tom Dumoulin       | Team Sunweb           | + 1m55s   |
| 5. | Julian Alaphilippe | Deceuninck-Quick Step | + 2m24s   |
| 6. | Wout Poels         | Team Sky              | + 2m39s   |
| 7. | Thibaut Pinot      | Groupama-FDJ          | + 2m46s   |
| 8. | Sam Oomen          | Team Sunweb           | + 2m58s   |
| 9. | Simon Clarke       | EF Education First    | + 3m03s   |
| 10. | Rui Costa          | UAE Team Emirates     | + 3m26s   |

### 7.ª etapa
| San Benedetto del Tronto - San Benedetto del Tronto | contrarrelógio individual | (10,5 km) |

| \| Classificação por etapas \| Classificação por etapas \| Classificação por etapas \| Classificação por etapas \| Classificação por etapas \| \| Ciclista \| Ciclista \| Equipe \| Tempo \| \| \| ------------------------ \| ------------------------ \| ------------------------ \| ------------------------ \| ------------------------ \| \| 1. \| Victor Campenaerts \| Lotto-Soudal \| 11m23s \| \| \| 2. \| Alberto Bettiol \| EF Education First \| + 3s \| \| \| 3. \| Jos van Emden \| Team Jumbo-Visma \| + 4s \| \| \| 4. \| Sebastian Langeveld \| EF Education First \| + 6s \| \| \| 5. \| Yves Lampaert \| Deceuninck-Quick Step \| + 7s \| \| \| 6. \| Mads Pedersen \| Trek-Segafredo \| + 8s \| \| \| 7. \| Tom Dumoulin \| Team Sunweb \| + 8s \| \| \| 8. \| Rohan Dennis \| Bahrain-Merida \| + 9s \| \| \| 9. \| Michael Hepburn \| Mitchelton-Scott \| + 11s \| \| \| 10. \| Filippo Ganna \| Team Sky \| + 12s \| \| |                     |                       |        |
| |                     |                       |        |
| Fonte: ProCyclingStats |                     |                       |        |
| Classificação por etapas |                     |                       |        |
| Ciclista | Ciclista            | Equipe                | Tempo  |
| 1. | Victor Campenaerts  | Lotto-Soudal          | 11m23s |
| 2. | Alberto Bettiol     | EF Education First    | + 3s   |
| 3. | Jos van Emden       | Team Jumbo-Visma      | + 4s   |
| 4. | Sebastian Langeveld | EF Education First    | + 6s   |
| 5. | Yves Lampaert       | Deceuninck-Quick Step | + 7s   |
| 6. | Mads Pedersen       | Trek-Segafredo        | + 8s   |
| 7. | Tom Dumoulin        | Team Sunweb           | + 8s   |
| 8. | Rohan Dennis        | Bahrain-Merida        | + 9s   |
| 9. | Michael Hepburn     | Mitchelton-Scott      | + 11s  |
| 10. | Filippo Ganna       | Team Sky              | + 12s  |

## Classificações finais
- As classificações finalizaram da seguinte forma:[3]

### Classificação geral
| \| Classificação geral \| Classificação geral \| Classificação geral \| Classificação geral \| Classificação geral \| \| Ciclista \| Ciclista \| Equipe \| Tempo \| \| \| ------------------- \| ------------------- \| --------------------- \| ------------------- \| ------------------- \| \| 1. \| Primož Roglič \| Team Jumbo-Visma \| 25h28m00s \| \| \| 2. \| Adam Yates \| Mitchelton-Scott \| + 1s \| \| \| 3. \| Jakob Fuglsang \| Astana \| + 30s \| \| \| 4. \| Tom Dumoulin \| Team Sunweb \| + 1m25s \| \| \| 5. \| Thibaut Pinot \| Groupama-FDJ \| + 2m32s \| \| \| 6. \| Julian Alaphilippe \| Deceuninck-Quick Step \| + 2m34s \| \| \| 7. \| Wout Poels \| Team Sky \| + 2m42s \| \| \| 8. \| Simon Clarke \| EF Education First \| + 3m01s \| \| \| 9. \| Sam Oomen \| Team Sunweb \| + 3m12s \| \| \| 10. \| Rui Costa \| UAE Team Emirates \| + 3m18s \| \| |                    |                       |           |
| |                    |                       |           |
| Fonte: ProCyclingStats |                    |                       |           |
| Classificação geral |                    |                       |           |
| Ciclista | Ciclista           | Equipe                | Tempo     |
| 1. | Primož Roglič      | Team Jumbo-Visma      | 25h28m00s |
| 2. | Adam Yates         | Mitchelton-Scott      | + 1s      |
| 3. | Jakob Fuglsang     | Astana                | + 30s     |
| 4. | Tom Dumoulin       | Team Sunweb           | + 1m25s   |
| 5. | Thibaut Pinot      | Groupama-FDJ          | + 2m32s   |
| 6. | Julian Alaphilippe | Deceuninck-Quick Step | + 2m34s   |
| 7. | Wout Poels         | Team Sky              | + 2m42s   |
| 8. | Simon Clarke       | EF Education First    | + 3m01s   |
| 9. | Sam Oomen          | Team Sunweb           | + 3m12s   |
| 10. | Rui Costa          | UAE Team Emirates     | + 3m18s   |

### Classificação da montanha
| Classificação da montanha | Classificação da montanha | Classificação da montanha     | Classificação da montanha | Classificação da montanha |
| Ciclista                  | Ciclista                  | Equipe                        | Pontos                    |                           |
| ------------------------- | ------------------------- | ----------------------------- | ------------------------- | ------------------------- |
| 1.                        | Alexey Lutsenko           | Astana                        | 35 pts                    |                           |
| 2.                        | Jakob Fuglsang            | Astana                        | 34 pts                    |                           |
| 3.                        | Adam Yates                | Mitchelton-Scott              | 25 pts                    |                           |
| 4.                        | Julian Alaphilippe        | Deceuninck-Quick Step         | 23 pts                    |                           |
| 5.                        | Davide Gabburo            | Neri Sottoli-Selle Italia-KTM | 20 pts                    |                           |
| 6.                        | Natnael Berhane           | Cofidis, Solutions Crédits    | 20 pts                    |                           |
| 7.                        | Primož Roglič             | Team Jumbo-Visma              | 18 pts                    |                           |
| 8.                        | Mads Pedersen             | Trek-Segafredo                | 14 pts                    |                           |
| 9.                        | Sebastian Schönberger     | Neri Sottoli-Selle Italia-KTM | 12 pts                    |                           |
| 10.                       | Giovanni Visconti         | Neri Sottoli-Selle Italia-KTM | 10 pts                    |                           |

### Classificação dos pontos
| Classificação por pontos | Classificação por pontos | Classificação por pontos | Classificação por pontos | Classificação por pontos |
| Ciclista                 | Ciclista                 | Equipe                   | Pontos                   |                          |
| ------------------------ | ------------------------ | ------------------------ | ------------------------ | ------------------------ |
| 1.                       | Mirco Maestri            | Bardiani CSF             | 31 pts                   |                          |
| 2.                       | Adam Yates               | Mitchelton-Scott         | 27 pts                   |                          |
| 3.                       | Julian Alaphilippe       | Deceuninck-Quick Step    | 26 pts                   |                          |
| 4.                       | Alberto Bettiol          | EF Education First       | 23 pts                   |                          |
| 5.                       | Jakob Fuglsang           | Astana                   | 22 pts                   |                          |
| 6.                       | Primož Roglič            | Team Jumbo-Visma         | 22 pts                   |                          |
| 7.                       | Elia Viviani             | Deceuninck-Quick Step    | 20 pts                   |                          |
| 8.                       | Alexey Lutsenko          | Astana                   | 17 pts                   |                          |
| 9.                       | Peter Sagan              | Bora-Hansgrohe           | 16 pts                   |                          |
| 10.                      | Davide Cimolai           | Israel Cycling Academy   | 15 pts                   |                          |

### Classificação dos jovens
| Classificação dos jovens | Classificação dos jovens | Classificação dos jovens      | Classificação dos jovens | Classificação dos jovens |
| Ciclista                 | Ciclista                 | Equipe                        | Tempo                    |                          |
| ------------------------ | ------------------------ | ----------------------------- | ------------------------ | ------------------------ |
| 1.                       | Sam Oomen                | Team Sunweb                   | 25h31m12s                |                          |
| 2.                       | Tiesj Benoot             | Lotto-Soudal                  | + 25s                    |                          |
| 3.                       | Matej Mohorič            | Bahrain-Merida                | + 1m50s                  |                          |
| 4.                       | Ruben Guerreiro          | Katusha-Alpecin               | + 5m03s                  |                          |
| 5.                       | Søren Kragh Andersen     | Team Sunweb                   | + 15m44s                 |                          |
| 6.                       | Simone Velasco           | Neri Sottoli-Selle Italia-KTM | + 15m51s                 |                          |
| 7.                       | Mads Pedersen            | Trek-Segafredo                | + 24m01s                 |                          |
| 8.                       | Davide Ballerini         | Astana                        | + 25m52s                 |                          |
| 9.                       | Nicola Conci             | Trek-Segafredo                | + 27m31s                 |                          |
| 10.                      | Kasper Asgreen           | Deceuninck-Quick Step         | + 29m08s                 |                          |

### Classificação por equipas
| Classificação por equipes | Classificação por equipes     | Classificação por equipes | Classificação por equipes |
| Equipe                    | Equipe                        | Tempo                     |                           |
| ------------------------- | ----------------------------- | ------------------------- | ------------------------- |
| 1.                        | EF Education First            | 75h51m29s                 |                           |
| 2.                        | Trek-Segafredo                | + 2m30s                   |                           |
| 3.                        | Team Sunweb                   | + 6m09s                   |                           |
| 4.                        | Lotto Soudal                  | + 9m14s                   |                           |
| 5.                        | Astana                        | + 13m27s                  |                           |
| 6.                        | Movistar Team                 | + 18m57s                  |                           |
| 7.                        | Neri Sottoli-Selle Italia-KTM | + 19m22s                  |                           |
| 8.                        | Bahrain-Merida                | + 23m10s                  |                           |
| 9.                        | CCC Team                      | + 23m48s                  |                           |
| 10.                       | Team Jumbo-Visma              | + 25m18s                  |                           |

## Evolução das classificações
| Etapa                 | Vencedor              | Classificação geral | Classificação da montanha | Classificação dos pontos | Classificação dos jovens | Classificação por equipas |
| --------------------- | --------------------- | ------------------- | ------------------------- | ------------------------ | ------------------------ | ------------------------- |
| 1.ª                   | Mitchelton-Scott      | Michael Hepburn     | Não se entregou           | Não se entregou          | Laurens De Plus          | Mitchelton-Scott          |
| 2.ª                   | Julian Alaphilippe    | Adam Yates          | Julian Alaphilippe        | Julian Alaphilippe       | Laurens De Plus          | Jumbo-Visma               |
| 3.ª                   | Elia Viviani          | Adam Yates          | Natnael Berhane           | Mirco Maestri            | Laurens De Plus          | Jumbo-Visma               |
| 4.ª                   | Alexey Lutsenko       | Adam Yates          | Alexey Lutsenko           | Mirco Maestri            | Sam Oomen                | EF Education First        |
| 5.ª                   | Jakob Fuglsang        | Adam Yates          | Alexey Lutsenko           | Adam Yates               | Sam Oomen                | EF Education First        |
| 6.ª                   | Julian Alaphilippe    | Adam Yates          | Alexey Lutsenko           | Mirco Maestri            | Sam Oomen                | EF Education First        |
| 7.ª                   | Victor Campenaerts    | Primož Roglič       | Alexey Lutsenko           | Mirco Maestri            | Sam Oomen                | EF Education First        |
| Classificações finais | Classificações finais | Primož Roglič       | Alexey Lutsenko           | Mirco Maestri            | Sam Oomen                | EF Education First        |

## Ciclistas participantes e posições finais
| Team Sky SKY | Team Sky SKY                     | Team Sky SKY |
| ------------ | -------------------------------- | ------------ |
| Num          | Ciclista                         | Pos          |
| 1            | Geraint Thomas (GBR) (CRI)       | DNF-4        |
| 2            | Jonathan Castroviejo (ESP) (CRI) | 28.          |
| 3            | Gianni Moscon (ITA) (CRI)        | DNF-2        |
| 4            | Wout Poels (NED)                 | 7.           |
| 5            | Salvatore Puccio (ITA)           | 71.          |
| 6            | Filippo Ganna (ITA)              | 103.         |
| 7            | Ian Stannard (GBR)               | 91.          |

| AG2R La Mondiale ALM | AG2R La Mondiale ALM    | AG2R La Mondiale ALM |
| -------------------- | ----------------------- | -------------------- |
| Num                  | Ciclista                | Pos                  |
| 11                   | Nico Denz (GER)         | 92.                  |
| 12                   | Silvan Dillier (SUI)    | 85.                  |
| 13                   | Julien Duval (FRA)      | 98.                  |
| 14                   | Dorian Godon (FRA)      | 86.                  |
| 15                   | Nans Peters (FRA)       | 70.                  |
| 16                   | Clément Venturini (FRA) | 44.                  |
| 17                   | Alexis Vuillermoz (FRA) | NP-7                 |

| Astana AST | Astana AST                      | Astana AST |
| ---------- | ------------------------------- | ---------- |
| Num        | Ciclista                        | Pos        |
| 21         | Jakob Fuglsang (DEN)            | 3.         |
| 22         | Zhandos Bizhigitov (KAZ)        | 54.        |
| 23         | Davide Ballerini (ITA)          | 102.       |
| 24         | Dario Cataldo (ITA)             | 47.        |
| 25         | Omar Fraile (ESP)               | NP-7       |
| 26         | Dmitriy Gruzdev (KAZ)           | 106.       |
| 27         | Alexey Lutsenko (KAZ) (estrada) | 13.        |

| Bahrain-Merida TBM | Bahrain-Merida TBM            | Bahrain-Merida TBM |
| ------------------ | ----------------------------- | ------------------ |
| Num                | Ciclista                      | Pos                |
| 31                 | Vincenzo Nibali (ITA)         | 15.                |
| 32                 | Phil Bauhaus (GER)            | 140.               |
| 33                 | Damiano Caruso (ITA)          | DNF-3              |
| 34                 | Rohan Dennis (AUS)            | 95.                |
| 35                 | Matej Mohorič (SLO) (estrada) | 17.                |
| 36                 | Marcel Sieberg (GER)          | 134.               |
| 37                 | Jan Tratnik (SLO) (CRI)       | 74.                |

| Bardiani CSF BRD | Bardiani CSF BRD         | Bardiani CSF BRD |
| ---------------- | ------------------------ | ---------------- |
| Num              | Ciclista                 | Pos              |
| 41               | Enrico Barbin (ITA)      | 90.              |
| 42               | Michael Bresciani (ITA)  | 128.             |
| 43               | Mirco Maestri (ITA)      | 115.             |
| 44               | Marco Maronese (ITA)     | HD-4             |
| 45               | Paolo Simion (ITA)       | 129.             |
| 46               | Alessandro Tonelli (ITA) | 125.             |
| 47               | Luca Wackermann (ITA)    | 132.             |

| Bora-Hansgrohe BOH | Bora-Hansgrohe BOH          | Bora-Hansgrohe BOH |
| ------------------ | --------------------------- | ------------------ |
| Num                | Ciclista                    | Pos                |
| 51                 | Peter Sagan (SVK) (estrada) | 105.               |
| 52                 | Maciej Bodnar (POL) (CRI)   | 110.               |
| 53                 | Marcus Burghardt (GER)      | 73.                |
| 54                 | Davide Formolo (ITA)        | 22.                |
| 55                 | Oscar Gatto (ITA)           | 100.               |
| 56                 | Rafał Majka (POL)           | 52.                |
| 57                 | Daniel Oss (ITA)            | 87.                |

| CCC Team CPT | CCC Team CPT                   | CCC Team CPT |
| ------------ | ------------------------------ | ------------ |
| Num          | Ciclista                       | Pos          |
| 61           | Greg Van Avermaet (BEL)        | 16.          |
| 62           | Guillaume Van Keirsbulck (BEL) | 34.          |
| 63           | Joey Rosskopf (USA) (CRI)      | 33.          |
| 64           | Michael Schär (SUI)            | 69.          |
| 65           | Nathan Van Hooydonck (BEL)     | 67.          |
| 66           | Gijs Van Hoecke (BEL)          | 81.          |
| 67           | Łukasz Wiśniowski (POL)        | 42.          |

| Cofidis, Solutions Crédits COF | Cofidis, Solutions Crédits COF | Cofidis, Solutions Crédits COF |
| ------------------------------ | ------------------------------ | ------------------------------ |
| Num                            | Ciclista                       | Pos                            |
| 71                             | Nacer Bouhanni (FRA)           | HD-1                           |
| 72                             | Natnael Berhane (ERI)          | 83.                            |
| 73                             | Dimitri Claeys (BEL)           | DNF-4                          |
| 74                             | Anthony Perez (FRA)            | 99.                            |
| 75                             | Julien Simon (FRA)             | 46.                            |
| 76                             | Kenneth Vanbilsen (BEL)        | 32.                            |
| 77                             | Cyril Lemoine (FRA)            | 123.                           |

| Deceuninck-Quick Step DQT | Deceuninck-Quick Step DQT      | Deceuninck-Quick Step DQT |
| ------------------------- | ------------------------------ | ------------------------- |
| Num                       | Ciclista                       | Pos                       |
| 81                        | Julian Alaphilippe (FRA)       | 6.                        |
| 82                        | Kasper Asgreen (DEN)           | 60.                       |
| 83                        | Yves Lampaert (BEL) (estrada)  | 61.                       |
| 84                        | Michael Mørkøv (DEN) (estrada) | 131.                      |
| 85                        | Maximiliano Richeze (ARG)      | 118.                      |
| 86                        | Zdeněk Štybar (CZE)            | 36.                       |
| 87                        | Elia Viviani (ITA) (estrada)   | 127.                      |

| EF Education First EF1 | EF Education First EF1    | EF Education First EF1 |
| ---------------------- | ------------------------- | ---------------------- |
| Num                    | Ciclista                  | Pos                    |
| 91                     | Sep Vanmarcke (BEL)       | 31.                    |
| 92                     | Alberto Bettiol (ITA)     | 11.                    |
| 93                     | Mitchell Docker (AUS)     | 8.                     |
| 94                     | Tanel Kangert (EST) (CRI) | 29.                    |
| 95                     | Sebastian Langeveld (NED) | 79.                    |
| 96                     | Sacha Modolo (ITA)        | 109.                   |
| 97                     | Taylor Phinney (USA)      | 133.                   |

| Gazprom-RusVelo GAZ | Gazprom-RusVelo GAZ    | Gazprom-RusVelo GAZ |
| ------------------- | ---------------------- | ------------------- |
| Num                 | Ciclista               | Pos                 |
| 101                 | Ildar Arslanov (RUS)   | HD-4                |
| 102                 | Stepan Kurianov (RUS)  | HD-4                |
| 103                 | Artem Nych (RUS)       | 139.                |
| 104                 | Aleksandr Porsev (RUS) | 126.                |
| 105                 | Ivan Rovny (RUS)       | 63.                 |
| 106                 | Evgeny Shalunov (RUS)  | 24.                 |
| 107                 | Sergey Shilov (RUS)    | 111.                |

| Groupama-FDJ GFC | Groupama-FDJ GFC             | Groupama-FDJ GFC |
| ---------------- | ---------------------------- | ---------------- |
| Num              | Ciclista                     | Pos              |
| 111              | Thibaut Pinot (FRA)          | 5.               |
| 112              | Stefan Küng (SUI)            | 68.              |
| 113              | Mathieu Ladagnous (FRA)      | 48.              |
| 114              | Steve Morabito (SUI)         | 80.              |
| 115              | Miles Scotson (AUS)          | 59.              |
| 116              | Anthony Roux (FRA) (estrada) | 117.             |
| 117              | Benjamin Thomas (FRA)        | 97.              |

| Israel Cycling Academy ICA | Israel Cycling Academy ICA      | Israel Cycling Academy ICA |
| -------------------------- | ------------------------------- | -------------------------- |
| Num                        | Ciclista                        | Pos                        |
| 121                        | Ben Hermans (BEL)               | 64.                        |
| 122                        | Matthias Brändle (AUT)          | 137.                       |
| 123                        | Alexander Cataford (CAN)        | 138.                       |
| 124                        | Davide Cimolai (ITA)            | NP-7                       |
| 125                        | Conor Dunne (IRL)               | 112.                       |
| 126                        | Krists Neilands (LAT) (estrada) | 93.                        |
| 127                        | Tom Van Asbroeck (BEL)          | 39.                        |

| Lotto-Soudal LTS | Lotto-Soudal LTS               | Lotto-Soudal LTS |
| ---------------- | ------------------------------ | ---------------- |
| Num              | Ciclista                       | Pos              |
| 131              | Tim Wellens (BEL)              | 18.              |
| 132              | Tiesj Benoot (BEL)             | 12.              |
| 133              | Victor Campenaerts (BEL) (CRI) | 120.             |
| 134              | Carl Fredrik Hagen (NOR)       | 84.              |
| 135              | Jens Keukeleire (BEL)          | 43.              |
| 136              | Tomasz Marczyński (POL)        | DNF-3            |
| 137              | Tosh Van der Sande (BEL)       | 53.              |

| Mitchelton-Scott MTS | Mitchelton-Scott MTS          | Mitchelton-Scott MTS |
| -------------------- | ----------------------------- | -------------------- |
| Num                  | Ciclista                      | Pos                  |
| 141                  | Adam Yates (GBR)              | 2.                   |
| 142                  | Alexander Edmondson (AUS)     | DNF-4                |
| 143                  | Brent Bookwalter (USA)        | 38.                  |
| 144                  | Luke Durbridge (AUS)          | 51.                  |
| 145                  | Michael Hepburn (AUS)         | 104.                 |
| 146                  | Christopher Juul-Jensen (DEN) | 58.                  |
| 147                  | Damien Howson (AUS)           | 75.                  |

| Movistar Team MOV | Movistar Team MOV        | Movistar Team MOV |
| ----------------- | ------------------------ | ----------------- |
| Num               | Ciclista                 | Pos               |
| 151               | Jorge Arcas (ESP)        | 77.               |
| 152               | Eduard Prades (ESP)      | 20.               |
| 153               | Richard Carapaz (ECU)    | DNF-5             |
| 154               | Lluís Mas (ESP)          | 30.               |
| 155               | Nelson Oliveira (POR)    | 88.               |
| 156               | José Joaquín Rojas (ESP) | 40.               |
| 157               | Jasha Sütterlin (GER)    | 57.               |

| Neri Sottoli-Selle Italia-KTM NSK | Neri Sottoli-Selle Italia-KTM NSK | Neri Sottoli-Selle Italia-KTM NSK |
| --------------------------------- | --------------------------------- | --------------------------------- |
| Num                               | Ciclista                          | Pos                               |
| 161                               | Giovanni Visconti (ITA)           | 62.                               |
| 162                               | Francesco Manuel Bongiorno (ITA)  | 50.                               |
| 163                               | Davide Gabburo (ITA)              | 121.                              |
| 164                               | Dayer Quintana (COL)              | 66.                               |
| 165                               | Sebastian Schönberger (AUT)       | 96.                               |
| 166                               | Simone Velasco (ITA)              | 37.                               |
| 167                               | Edoardo Zardini (ITA)             | 41.                               |

| Dimension Data TDD | Dimension Data TDD                | Dimension Data TDD |
| ------------------ | --------------------------------- | ------------------ |
| Num                | Ciclista                          | Pos                |
| 171                | Roman Kreuziger (CZE)             | 27.                |
| 172                | Michael Valgren (DEN)             | NP-7               |
| 173                | Steve Cummings (GBR)              | 82.                |
| 174                | Reinardt Janse van Rensburg (RSA) | 78.                |
| 175                | Benjamin King (USA)               | 122.               |
| 176                | Giacomo Nizzolo (ITA)             | DNF-5              |
| 177                | Tom Slagter (NED)                 | 45.                |

| Team Jumbo-Visma TJV | Team Jumbo-Visma TJV    | Team Jumbo-Visma TJV |
| -------------------- | ----------------------- | -------------------- |
| Num                  | Ciclista                | Pos                  |
| 181                  | Primož Roglič (SLO)     | 1.                   |
| 182                  | Koen Bouwman (NED)      | DNF-4                |
| 183                  | Laurens De Plus (BEL)   | 65.                  |
| 184                  | Robert Gesink (NED)     | 21.                  |
| 185                  | Tony Martin (GER) (CRI) | 135.                 |
| 186                  | Paul Martens (GER)      | 136.                 |
| 187                  | Jos van Emden (NED)     | 114.                 |

| Katusha-Alpecin TKA | Katusha-Alpecin TKA        | Katusha-Alpecin TKA |
| ------------------- | -------------------------- | ------------------- |
| Num                 | Ciclista                   | Pos                 |
| 191                 | Enrico Battaglin (ITA)     | 55.                 |
| 192                 | Ian Boswell (USA)          | DNF-6               |
| 193                 | Jenthe Biermans (BEL)      | DNF-4               |
| 194                 | José Gonçalves (POR)       | 26.                 |
| 195                 | Ruben Guerreiro (POR)      | 25.                 |
| 196                 | Viacheslav Kuznetsov (RUS) | 94.                 |
| 197                 | Mads Würtz (DEN)           | 116.                |

| Team Sunweb SUN | Team Sunweb SUN            | Team Sunweb SUN |
| --------------- | -------------------------- | --------------- |
| Num             | Ciclista                   | Pos             |
| 201             | Tom Dumoulin (NED)         | 4.              |
| 202             | Chad Haga (USA)            | 113.            |
| 203             | Søren Kragh Andersen (DEN) | 35.             |
| 204             | Nikias Arndt (GER)         | DNF-5           |
| 205             | Sam Oomen (NED)            | 9.              |
| 206             | Robert Power (AUS)         | 108.            |
| 207             | Nicolas Roche (IRL)        | 72.             |

| Trek-Segafredo TFS | Trek-Segafredo TFS       | Trek-Segafredo TFS |
| ------------------ | ------------------------ | ------------------ |
| Num                | Ciclista                 | Pos                |
| 211                | Gianluca Brambilla (ITA) | 23.                |
| 212                | Nicola Conci (ITA)       | 56.                |
| 213                | Fabio Felline (ITA)      | DNF-3              |
| 214                | Markel Irizar (ESP)      | 119.               |
| 215                | Mads Pedersen (DEN)      | 49.                |
| 216                | Toms Skujiņš (LAT) (CRI) | 19.                |
| 217                | Jasper Stuyven (BEL)     | 76.                |

| UAE Team Emirates UAD | UAE Team Emirates UAD  | UAE Team Emirates UAD |
| --------------------- | ---------------------- | --------------------- |
| Num                   | Ciclista               | Pos                   |
| 221                   | Fernando Gaviria (COL) | 89.                   |
| 222                   | Tom Bohli (SUI)        | 124.                  |
| 223                   | Simone Consonni (ITA)  | 107.                  |
| 224                   | Valerio Conti (ITA)    | 101.                  |
| 225                   | Rui Costa (POR)        | 10.                   |
| 226                   | Jan Polanc (SLO)       | 14.                   |
| 227                   | Oliviero Troia (ITA)   | 130.                  |

| Team Sky SKY | Team Sky SKY                     | Team Sky SKY |
| ------------ | -------------------------------- | ------------ |
| Num          | Ciclista                         | Pos          |
| 1            | Geraint Thomas (GBR) (CRI)       | DNF-4        |
| 2            | Jonathan Castroviejo (ESP) (CRI) | 28.          |
| 3            | Gianni Moscon (ITA) (CRI)        | DNF-2        |
| 4            | Wout Poels (NED)                 | 7.           |
| 5            | Salvatore Puccio (ITA)           | 71.          |
| 6            | Filippo Ganna (ITA)              | 103.         |
| 7            | Ian Stannard (GBR)               | 91.          |

| AG2R La Mondiale ALM | AG2R La Mondiale ALM    | AG2R La Mondiale ALM |
| -------------------- | ----------------------- | -------------------- |
| Num                  | Ciclista                | Pos                  |
| 11                   | Nico Denz (GER)         | 92.                  |
| 12                   | Silvan Dillier (SUI)    | 85.                  |
| 13                   | Julien Duval (FRA)      | 98.                  |
| 14                   | Dorian Godon (FRA)      | 86.                  |
| 15                   | Nans Peters (FRA)       | 70.                  |
| 16                   | Clément Venturini (FRA) | 44.                  |
| 17                   | Alexis Vuillermoz (FRA) | NP-7                 |

| Astana AST | Astana AST                      | Astana AST |
| ---------- | ------------------------------- | ---------- |
| Num        | Ciclista                        | Pos        |
| 21         | Jakob Fuglsang (DEN)            | 3.         |
| 22         | Zhandos Bizhigitov (KAZ)        | 54.        |
| 23         | Davide Ballerini (ITA)          | 102.       |
| 24         | Dario Cataldo (ITA)             | 47.        |
| 25         | Omar Fraile (ESP)               | NP-7       |
| 26         | Dmitriy Gruzdev (KAZ)           | 106.       |
| 27         | Alexey Lutsenko (KAZ) (estrada) | 13.        |

| Bahrain-Merida TBM | Bahrain-Merida TBM            | Bahrain-Merida TBM |
| ------------------ | ----------------------------- | ------------------ |
| Num                | Ciclista                      | Pos                |
| 31                 | Vincenzo Nibali (ITA)         | 15.                |
| 32                 | Phil Bauhaus (GER)            | 140.               |
| 33                 | Damiano Caruso (ITA)          | DNF-3              |
| 34                 | Rohan Dennis (AUS)            | 95.                |
| 35                 | Matej Mohorič (SLO) (estrada) | 17.                |
| 36                 | Marcel Sieberg (GER)          | 134.               |
| 37                 | Jan Tratnik (SLO) (CRI)       | 74.                |

| Bardiani CSF BRD | Bardiani CSF BRD         | Bardiani CSF BRD |
| ---------------- | ------------------------ | ---------------- |
| Num              | Ciclista                 | Pos              |
| 41               | Enrico Barbin (ITA)      | 90.              |
| 42               | Michael Bresciani (ITA)  | 128.             |
| 43               | Mirco Maestri (ITA)      | 115.             |
| 44               | Marco Maronese (ITA)     | HD-4             |
| 45               | Paolo Simion (ITA)       | 129.             |
| 46               | Alessandro Tonelli (ITA) | 125.             |
| 47               | Luca Wackermann (ITA)    | 132.             |

| Bora-Hansgrohe BOH | Bora-Hansgrohe BOH          | Bora-Hansgrohe BOH |
| ------------------ | --------------------------- | ------------------ |
| Num                | Ciclista                    | Pos                |
| 51                 | Peter Sagan (SVK) (estrada) | 105.               |
| 52                 | Maciej Bodnar (POL) (CRI)   | 110.               |
| 53                 | Marcus Burghardt (GER)      | 73.                |
| 54                 | Davide Formolo (ITA)        | 22.                |
| 55                 | Oscar Gatto (ITA)           | 100.               |
| 56                 | Rafał Majka (POL)           | 52.                |
| 57                 | Daniel Oss (ITA)            | 87.                |

| CCC Team CPT | CCC Team CPT                   | CCC Team CPT |
| ------------ | ------------------------------ | ------------ |
| Num          | Ciclista                       | Pos          |
| 61           | Greg Van Avermaet (BEL)        | 16.          |
| 62           | Guillaume Van Keirsbulck (BEL) | 34.          |
| 63           | Joey Rosskopf (USA) (CRI)      | 33.          |
| 64           | Michael Schär (SUI)            | 69.          |
| 65           | Nathan Van Hooydonck (BEL)     | 67.          |
| 66           | Gijs Van Hoecke (BEL)          | 81.          |
| 67           | Łukasz Wiśniowski (POL)        | 42.          |

| Cofidis, Solutions Crédits COF | Cofidis, Solutions Crédits COF | Cofidis, Solutions Crédits COF |
| ------------------------------ | ------------------------------ | ------------------------------ |
| Num                            | Ciclista                       | Pos                            |
| 71                             | Nacer Bouhanni (FRA)           | HD-1                           |
| 72                             | Natnael Berhane (ERI)          | 83.                            |
| 73                             | Dimitri Claeys (BEL)           | DNF-4                          |
| 74                             | Anthony Perez (FRA)            | 99.                            |
| 75                             | Julien Simon (FRA)             | 46.                            |
| 76                             | Kenneth Vanbilsen (BEL)        | 32.                            |
| 77                             | Cyril Lemoine (FRA)            | 123.                           |

| Deceuninck-Quick Step DQT | Deceuninck-Quick Step DQT      | Deceuninck-Quick Step DQT |
| ------------------------- | ------------------------------ | ------------------------- |
| Num                       | Ciclista                       | Pos                       |
| 81                        | Julian Alaphilippe (FRA)       | 6.                        |
| 82                        | Kasper Asgreen (DEN)           | 60.                       |
| 83                        | Yves Lampaert (BEL) (estrada)  | 61.                       |
| 84                        | Michael Mørkøv (DEN) (estrada) | 131.                      |
| 85                        | Maximiliano Richeze (ARG)      | 118.                      |
| 86                        | Zdeněk Štybar (CZE)            | 36.                       |
| 87                        | Elia Viviani (ITA) (estrada)   | 127.                      |

| EF Education First EF1 | EF Education First EF1    | EF Education First EF1 |
| ---------------------- | ------------------------- | ---------------------- |
| Num                    | Ciclista                  | Pos                    |
| 91                     | Sep Vanmarcke (BEL)       | 31.                    |
| 92                     | Alberto Bettiol (ITA)     | 11.                    |
| 93                     | Mitchell Docker (AUS)     | 8.                     |
| 94                     | Tanel Kangert (EST) (CRI) | 29.                    |
| 95                     | Sebastian Langeveld (NED) | 79.                    |
| 96                     | Sacha Modolo (ITA)        | 109.                   |
| 97                     | Taylor Phinney (USA)      | 133.                   |

| Gazprom-RusVelo GAZ | Gazprom-RusVelo GAZ    | Gazprom-RusVelo GAZ |
| ------------------- | ---------------------- | ------------------- |
| Num                 | Ciclista               | Pos                 |
| 101                 | Ildar Arslanov (RUS)   | HD-4                |
| 102                 | Stepan Kurianov (RUS)  | HD-4                |
| 103                 | Artem Nych (RUS)       | 139.                |
| 104                 | Aleksandr Porsev (RUS) | 126.                |
| 105                 | Ivan Rovny (RUS)       | 63.                 |
| 106                 | Evgeny Shalunov (RUS)  | 24.                 |
| 107                 | Sergey Shilov (RUS)    | 111.                |

| Groupama-FDJ GFC | Groupama-FDJ GFC             | Groupama-FDJ GFC |
| ---------------- | ---------------------------- | ---------------- |
| Num              | Ciclista                     | Pos              |
| 111              | Thibaut Pinot (FRA)          | 5.               |
| 112              | Stefan Küng (SUI)            | 68.              |
| 113              | Mathieu Ladagnous (FRA)      | 48.              |
| 114              | Steve Morabito (SUI)         | 80.              |
| 115              | Miles Scotson (AUS)          | 59.              |
| 116              | Anthony Roux (FRA) (estrada) | 117.             |
| 117              | Benjamin Thomas (FRA)        | 97.              |

| Israel Cycling Academy ICA | Israel Cycling Academy ICA      | Israel Cycling Academy ICA |
| -------------------------- | ------------------------------- | -------------------------- |
| Num                        | Ciclista                        | Pos                        |
| 121                        | Ben Hermans (BEL)               | 64.                        |
| 122                        | Matthias Brändle (AUT)          | 137.                       |
| 123                        | Alexander Cataford (CAN)        | 138.                       |
| 124                        | Davide Cimolai (ITA)            | NP-7                       |
| 125                        | Conor Dunne (IRL)               | 112.                       |
| 126                        | Krists Neilands (LAT) (estrada) | 93.                        |
| 127                        | Tom Van Asbroeck (BEL)          | 39.                        |

| Lotto-Soudal LTS | Lotto-Soudal LTS               | Lotto-Soudal LTS |
| ---------------- | ------------------------------ | ---------------- |
| Num              | Ciclista                       | Pos              |
| 131              | Tim Wellens (BEL)              | 18.              |
| 132              | Tiesj Benoot (BEL)             | 12.              |
| 133              | Victor Campenaerts (BEL) (CRI) | 120.             |
| 134              | Carl Fredrik Hagen (NOR)       | 84.              |
| 135              | Jens Keukeleire (BEL)          | 43.              |
| 136              | Tomasz Marczyński (POL)        | DNF-3            |
| 137              | Tosh Van der Sande (BEL)       | 53.              |

| Mitchelton-Scott MTS | Mitchelton-Scott MTS          | Mitchelton-Scott MTS |
| -------------------- | ----------------------------- | -------------------- |
| Num                  | Ciclista                      | Pos                  |
| 141                  | Adam Yates (GBR)              | 2.                   |
| 142                  | Alexander Edmondson (AUS)     | DNF-4                |
| 143                  | Brent Bookwalter (USA)        | 38.                  |
| 144                  | Luke Durbridge (AUS)          | 51.                  |
| 145                  | Michael Hepburn (AUS)         | 104.                 |
| 146                  | Christopher Juul-Jensen (DEN) | 58.                  |
| 147                  | Damien Howson (AUS)           | 75.                  |

| Movistar Team MOV | Movistar Team MOV        | Movistar Team MOV |
| ----------------- | ------------------------ | ----------------- |
| Num               | Ciclista                 | Pos               |
| 151               | Jorge Arcas (ESP)        | 77.               |
| 152               | Eduard Prades (ESP)      | 20.               |
| 153               | Richard Carapaz (ECU)    | DNF-5             |
| 154               | Lluís Mas (ESP)          | 30.               |
| 155               | Nelson Oliveira (POR)    | 88.               |
| 156               | José Joaquín Rojas (ESP) | 40.               |
| 157               | Jasha Sütterlin (GER)    | 57.               |

| Neri Sottoli-Selle Italia-KTM NSK | Neri Sottoli-Selle Italia-KTM NSK | Neri Sottoli-Selle Italia-KTM NSK |
| --------------------------------- | --------------------------------- | --------------------------------- |
| Num                               | Ciclista                          | Pos                               |
| 161                               | Giovanni Visconti (ITA)           | 62.                               |
| 162                               | Francesco Manuel Bongiorno (ITA)  | 50.                               |
| 163                               | Davide Gabburo (ITA)              | 121.                              |
| 164                               | Dayer Quintana (COL)              | 66.                               |
| 165                               | Sebastian Schönberger (AUT)       | 96.                               |
| 166                               | Simone Velasco (ITA)              | 37.                               |
| 167                               | Edoardo Zardini (ITA)             | 41.                               |

| Dimension Data TDD | Dimension Data TDD                | Dimension Data TDD |
| ------------------ | --------------------------------- | ------------------ |
| Num                | Ciclista                          | Pos                |
| 171                | Roman Kreuziger (CZE)             | 27.                |
| 172                | Michael Valgren (DEN)             | NP-7               |
| 173                | Steve Cummings (GBR)              | 82.                |
| 174                | Reinardt Janse van Rensburg (RSA) | 78.                |
| 175                | Benjamin King (USA)               | 122.               |
| 176                | Giacomo Nizzolo (ITA)             | DNF-5              |
| 177                | Tom Slagter (NED)                 | 45.                |

| Team Jumbo-Visma TJV | Team Jumbo-Visma TJV    | Team Jumbo-Visma TJV |
| -------------------- | ----------------------- | -------------------- |
| Num                  | Ciclista                | Pos                  |
| 181                  | Primož Roglič (SLO)     | 1.                   |
| 182                  | Koen Bouwman (NED)      | DNF-4                |
| 183                  | Laurens De Plus (BEL)   | 65.                  |
| 184                  | Robert Gesink (NED)     | 21.                  |
| 185                  | Tony Martin (GER) (CRI) | 135.                 |
| 186                  | Paul Martens (GER)      | 136.                 |
| 187                  | Jos van Emden (NED)     | 114.                 |

| Katusha-Alpecin TKA | Katusha-Alpecin TKA        | Katusha-Alpecin TKA |
| ------------------- | -------------------------- | ------------------- |
| Num                 | Ciclista                   | Pos                 |
| 191                 | Enrico Battaglin (ITA)     | 55.                 |
| 192                 | Ian Boswell (USA)          | DNF-6               |
| 193                 | Jenthe Biermans (BEL)      | DNF-4               |
| 194                 | José Gonçalves (POR)       | 26.                 |
| 195                 | Ruben Guerreiro (POR)      | 25.                 |
| 196                 | Viacheslav Kuznetsov (RUS) | 94.                 |
| 197                 | Mads Würtz (DEN)           | 116.                |

| Team Sunweb SUN | Team Sunweb SUN            | Team Sunweb SUN |
| --------------- | -------------------------- | --------------- |
| Num             | Ciclista                   | Pos             |
| 201             | Tom Dumoulin (NED)         | 4.              |
| 202             | Chad Haga (USA)            | 113.            |
| 203             | Søren Kragh Andersen (DEN) | 35.             |
| 204             | Nikias Arndt (GER)         | DNF-5           |
| 205             | Sam Oomen (NED)            | 9.              |
| 206             | Robert Power (AUS)         | 108.            |
| 207             | Nicolas Roche (IRL)        | 72.             |

| Trek-Segafredo TFS | Trek-Segafredo TFS       | Trek-Segafredo TFS |
| ------------------ | ------------------------ | ------------------ |
| Num                | Ciclista                 | Pos                |
| 211                | Gianluca Brambilla (ITA) | 23.                |
| 212                | Nicola Conci (ITA)       | 56.                |
| 213                | Fabio Felline (ITA)      | DNF-3              |
| 214                | Markel Irizar (ESP)      | 119.               |
| 215                | Mads Pedersen (DEN)      | 49.                |
| 216                | Toms Skujiņš (LAT) (CRI) | 19.                |
| 217                | Jasper Stuyven (BEL)     | 76.                |

| UAE Team Emirates UAD | UAE Team Emirates UAD  | UAE Team Emirates UAD |
| --------------------- | ---------------------- | --------------------- |
| Num                   | Ciclista               | Pos                   |
| 221                   | Fernando Gaviria (COL) | 89.                   |
| 222                   | Tom Bohli (SUI)        | 124.                  |
| 223                   | Simone Consonni (ITA)  | 107.                  |
| 224                   | Valerio Conti (ITA)    | 101.                  |
| 225                   | Rui Costa (POR)        | 10.                   |
| 226                   | Jan Polanc (SLO)       | 14.                   |
| 227                   | Oliviero Troia (ITA)   | 130.                  |

Convenções:
- AB-N: Abandono na etapa "N"
- FLT-N: Retiro por chegada fora do limite de tempo na etapa "N"
- NTS-N: Não tomou a saída para a etapa "N"
- DES-N: Desclassificado ou expulsado na etapa "N"

## UCI World Ranking
A Tirreno-Adriático outorgou pontos para o UCI World Ranking para corredores das equipas nas categorias UCI WorldTeam, Profissional Continental e Equipas Continentais. As seguintes tabelas são o barómetro de pontuação e os 10 corredores que obtiveram mais pontos:
| Posição             | 1.º | 2.º | 3.º | 4.º | 5.º | 6.º | 7.º | 8.º | 9.º | 10.º | 11.º | 12.º | 13.º | 14.º | 15.º | 16.º-20.º | 21.º-30.º | 31.º-50.º | 51.º-55.º | 56.º-60.º |
| Classificação geral | 500 | 400 | 325 | 275 | 225 | 175 | 150 | 125 | 100 | 85   | 70   | 60   | 50   | 40   | 35   | 30        | 20        | 10        | 5         | 3         |
| Por etapa           | 60  | 25  | 10  |     |     |     |     |     |     |      |      |      |      |      |      |           |           |           |           |           |
| Líder               | 10  |     |     |     |     |     |     |     |     |      |      |      |      |      |      |           |           |           |           |           |

| Classificação |                    |                       |       |       |       |        |
| Ciclista      | Ciclista           | Equipa                | Geral | Etapa | Líder | Total  |
| ------------- | ------------------ | --------------------- | ----- | ----- | ----- | ------ |
| 1.º           | Primož Roglič      | Jumbo-Visma           | 500   | 38,57 | -     | 538,57 |
| 2.º           | Adam Yates         | Mitchelton-Scott      | 400   | 43,57 | 50    | 493,57 |
| 3.º           | Jakob Fuglsang     | Astana                | 325   | 60    | -     | 385    |
| 4.º           | Julian Alaphilippe | Deceuninck-Quick Step | 175   | 120   | -     | 295    |
| 5.º           | Tom Dumoulin       | Sunweb                | 275   | 1,43  | -     | 276,43 |
| 6.º           | Thibaut Pinot      | Groupama-FDJ          | 225   | -     | -     | 225    |
| 7.º           | Wout Poels         | Sky                   | 150   | -     | -     | 150    |
| 8.º           | Simon Clarke       | EF Education First    | 125   | -     | -     | 125    |
| 9.º           | Alexey Lutsenko    | Astana                | 50    | 60    | -     | 110    |
| 10.º          | Alberto Bettiol    | EF Education First    | 70    | 35    | -     | 105    |